# Santa Maria della Speranza
Santa Maria della Speranza war ein Kirchengebäude in Palermo auf Sizilien.
Die Kirche wurde unter König Wilhelm II. errichtet. Das Eingangsportal war von zwei Blendbögen umrahmt. Der äußere war mit Polsterquadern versehen, der innere mit einem Zickzackmuster. Auf beiden Seiten neben dem Portal sowie über dem Portal befanden sich Spitzbogenfenster.
Nach dem Verfall der Kirche wurden ihre Grundmauern überbaut und die Kirche wurde vergessen. Anfang des 20. Jahrhunderts identifizierte der Historiker Nino Basile Fassadendetails, die heute noch im Erdgeschoss des jetzigen Gebäudes zu erkennen sind, als Überreste der Kirche Santa Maria della Speranza. Zu erkennen sind noch der Spitzbogen des Eingangsportals und die Spitzbogenfenster. Die beiden seitlichen Fenster sind zugemauert, auch das Eingangsportal ist bis auf eine rechteckige Türöffnung zugemauert.